# NGC 890
NGC 890 је елиптична галаксија у сазвежђу Троугао која се налази на NGC листи објеката дубоког неба.
Деклинација објекта је + 33° 15' 59" а ректасцензија 2h 22m 1,0s. Привидна величина (магнитуда) објекта NGC 890 износи 11,3 а фотографска магнитуда 12,3. NGC 890 је још познат и под ознакама UGC 1823, MCG 5-6-30, CGCG 504-64, PGC 8997.